# Lino Aldani
Lino Aldani (* 29. März 1926 in San Cipriano Po; † 30. Januar 2009 in Pavia) war ein italienischer Schriftsteller, der auch unter dem Pseudonym N. L. Janda veröffentlichte.

## Leben
Lino Aldani war Mathematiklehrer an einer Mittelschule in Rom und kehrte 1968 in seinen Heimatort zurück, wo er einige Jahre Bürgermeister war.
1960 veröffentlichte er seine ersten Kurzgeschichten in dem Magazin Oltre Il Cielo (Jenseits des Himmels) und gründete 1963 (mit Massimo Lo Jacono und Giulio Raiola) Futuro, die erste italienische Science-Fiction-Zeitschrift, die zwar nicht lange existierte, aber dennoch einflussreich war und erstmals Texte unter anderem von Adolfo Bioy Casares und J. Rodolfo Wilcock in italienischer Sprache publizierte. In den 1990er Jahren wurde Futuro wiederbelebt.
Erst 1977 kam Lino Aldanis erster SF-Roman heraus, dem noch vier weitere folgten. Seine Texte wurden in zahlreiche Sprachen übersetzt. Die Erzählung "Gute Nacht, Sophie" wurde von Franz Rottensteiner in die Anthologie "Blick vom anderen Ufer" aufgenommen, die 1973 in den USA und 1977 in Deutschland veröffentlicht wurde.

## Werke (Auswahl)

### Romane
- Quando le radici. La Tribuna, Piacenza 1977.
  - Arnos Flucht. Science-fiction-Roman, übersetzt von Hilde Linnert, Heyne Verlag, München 1980. ISBN 3-453-30606-6.
- mit Daniela Piegai: Nel segno della luna bianca. Perseo, Bologna 1980.
- La croce di ghiaccio. Perseo, Bologna 1989.
- Themoro Korik. Perseo, Bologna 2007.
- Aleph 3. Perseo, Bologna 2007.

### Erzählungen
- Harem im Koffer. Heyne, München 1988, ISBN 3-453-00995-9 (Harem nella valigia 1963).
- Siebenunddreißig Grad. Heyne, München 1981, ISBN 3-453-30714-3 (Trentasette centigradi 1963).
- Das Bergwerk. Heyne, München 1986, ISBN 3-453-31246-5 (La miniera 1964).
- Canis sapiens. Heyne, München 1986, ISBN 3-453-31246-5 (Canis sapiens 1964).
- Eine echte Rothaarige. Heyne, München 1986, ISBN 3-453-31246-5 (Una rossa autentica 1964).
- Gute Nacht, Sophie Suhrkamp 1977, ISBN 3-518-36859-1 (Buonanotte, Sofia 1964).
- Korok. Heyne, München 1986, ISBN 3-453-31246-5 (Korok 1964).
- Der Krake. Heyne, München 1986, ISBN 3-453-31246-5 (Il kraken 1964).
- Die letzte Wahrheit. Heyne, München 1986, ISBN 3-453-31246-5 (L'ultima verita 1964).
- Der Mond mit den zwanzig Armen. Heyne, München 1986, ISBN 3-453-31246-5 (La luna delle venti bracchia 1964).
- Die Neugierigen. Heyne, München 1986, ISBN 3-453-31246-5 (I curiosi 1964).
- Tod eines Geheimagenten. Heyne, München 1986, ISBN 3-453-31246-5 (Morte d'un agente segreto 1964).
- Über Befehle wird nicht diskutiert. Heyne, München 1986, ISBN 3-453-31246-5 (Gli ordini non si discutono 1964).
- Vollkommene Technokratie. Heyne, München 1986, ISBN 3-453-31246-5 (Tecnocrazia integrale 1964).
- Das andere Ufer. Heyne, München 1972, ISBN 3-453-30925-1 (L'altra riva 1972).
- Besuch beim Vater. Heyne, München 1982, ISBN 3-453-30820-4 (Visita al padre 1976).
- Rotgewürfelt. Heyne, München 1982, ISBN 3-453-30872-7 (Screziato di rosso 1977).
- Doppelschach. Heyne, München 1983, ISBN 3-453-30925-1 (Scacco doppio 1979).
- Unsichtbarer Feind. Heyne, München 1983, ISBN 3-453-30925-1 (Nemico invisible 1979).
- Verfinsterung. Heyne, München 1983, ISBN (Eclissi 2000 1979).
- Psychosomatisches Doppel. Heyne, München 1988, ISBN 3-453-02768-X (Doppio psicosomatico 1982).
- Quo vadis, Francisco?. Heyne, München 1991, ISBN 3-453-04466-5 (Quo vadis, Francisco? 1985).
- Während ich auf den Frachter wartete. Heyne, München 1985, ISBN 3-453-31174-4 (In attesa del cargo 1980)

### Sammlungen
- Eclissi 2000. De Vecchi, Mailand 1979.
  - Verfinsterung. Science-fiction-Erzählungen, übersetzt von Hilde Linnert, Heyne Verlag, München 1983. ISBN 3-453-30925-1.
- Quarta dimensione. Baldini e Castoldi 1964.
  - Die vierte Dimension. Science-fiction-Erzählungen, übersetzt von Hilde Linnert. Heyne Verlag, München 1986. ISBN 3-453-31246-5.

### Herausgaben
- Die Labyrinthe der Zukunft. Italienische Science Fiction Stories, herausgegeben von Lino Aldani, übersetzt von Hilde Linnert. Heyne Verlag, München 1984. ISBN 3-453-31002-0.